# HLN
HLN (auch: Headline News, früher: CNN Headline News, CNN2) ist ein amerikanischer Fernsehsender mit Sitz in Atlanta. Er wurde von Ted Turner als Ableger des weltweit ersten reinen Nachrichtensender CNN gegründet und begann seinen Sendebetrieb am 1. Januar 1982. HLN wird vom Turner Broadcasting System betrieben, welches seit 1996 eine Tochterfirma des Medienkonzerns Time Warner ist. Hauptverantwortlicher ist CNN-Vizepräsident Ken Jautz.

## Geschichte
CNN wurde im Jahre 1980 durch Ted Turner gegründet und war erfolgreich. In den folgenden Jahren wurde ein Ableger entwickelt, der am 1. Januar 1982 als CNN2 auf Sendung ging. Das Konzept von CNN2 war es die Nachrichten des Tages in 30-Minuten-Blöcken zusammenzufassen, so dass Zuschauer zu jeder Zeit einschalten konnten und in dieser Zeit umfassend über die aktuellen Nachrichten aus Politik, Sport, Wirtschaft und Entertainment informiert wurden. Ein Jahr nach Sendestart wurde CNN2 in CNN Headline News umbenannt. Ende der 1990er Jahre wurde das live gesendete Programm durch voraufgezeichnete Elemente ersetzt, so dass ein großer Teil der Belegschaft eingespart werden konnte.
Im Jahre 2005 wurde das Programm umfassend umgestaltet. Die kontinuierliche Nachrichtenberichterstattung wurde abends durch moderierte Sendungen teilweise ersetzt. Dies führte zu einem Anstieg der Einschaltquoten, so dass zusätzlich Sendungen wie Showbiz Tonight, die Gerichtssendung Nancy Grace, die Glenn Beck Show und Wiederholungen der CNN-Sendung Larry King Live ins Programm genommen wurden. Der Fokus des Senders richtete sich auf „leichte“ Themen wie Prominentenberichterstattung und interaktive Call-In-Sendungen. Am 15. Dezember 2008 wurde schließlich das jetzige HLN-Logo und der Slogan „News and Views“ eingeführt und der bisherige Sendername Headline News im On-Air-Design fallengelassen.

## Programm

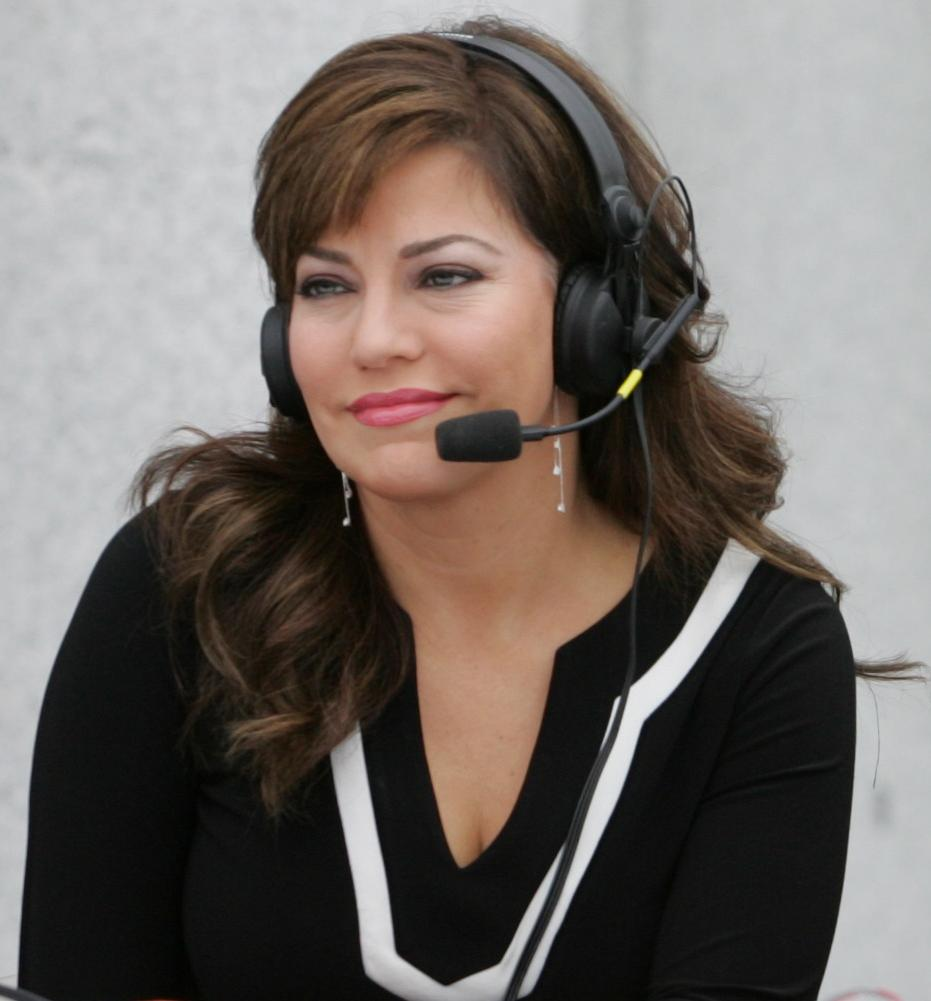
Robin Meade

### Montag–Freitag
| Zeit (EST)      | Sendung            | Beschreibung        | Moderator     |
| --------------- | ------------------ | ------------------- | ------------- |
| 06.00–12.00 Uhr | Morning Express    | Morning-Show        | Robin Meade   |
| 12.00–17.00 Uhr | The Daily Share    | Social-Network-News |               |
| 17.00–18.00 Uhr | What Would You Do? | Format von ABC News | John Quiñones |
| 18.00–20.00 Uhr | Forensic Files     | Kriminalserie       |               |
| 20.00–21.00 Uhr | Nancy Grace        | Rechtsfälle         | Nancy Grace   |
| 21.00–22.00 Uhr | Dr. Drew On Call   | Gesundheit          | Drew Pinsky   |

### Samstag–Sonntag
| Zeit (EST)      | Sendung            | Beschreibung        | Moderator     |
| --------------- | ------------------ | ------------------- | ------------- |
| 07.00–12.00 Uhr | Weekend Express    | Morning-Show        | Lynn Berry    |
| 12.00–14.00 Uhr | What Would You Do? | Format von ABC News | John Quiñones |
| 14.00–00.00 Uhr | Forensic Files     | Kriminalserie       |               |

Sendezeiten können variieren.

## Einzelbelege
1. ↑  Kurzbiografie auf CNN.com, abgerufen am 12. Februar 2010
2. ↑  mediabistro.com: Headline News Becomes "HLN", abgerufen am 12. Februar 2010
3. ↑   Archivlink (Memento vom 28. März 2015 im Internet Archive)